# فردی مرکوری
فرِدی مرکوری (انگلیسی: Freddie Mercury، با نام تولد فرخ بلسارا؛ ۵ سپتامبر ۱۹۴۶ – ۲۴ نوامبر ۱۹۹۱) خواننده، ترانه‌نویس و تهیه‌کنندهٔ موسیقی بریتانیایی بود که عمدتاً به عنوان خوانندهٔ اصلی گروه موسیقی راک کوئین شناخته می‌شود. اجراهای پرشور او بر روی استیج و گسترهٔ آوازی چهار اکتاوی‌اش و مرگ زودهنگامش به دلیل ابتلا به بیماری ایدز در سن ۴۵ سالگی، با خاطره‌های به جا مانده از موسیقی راک بریتانیا در دهه‌های ۷۰ و ۸۰ میلادی گره خورده است.
مرکوری همچنین به عنوان یک مجری روی صحنه، به خاطر داشتن یک شخصیت متظاهرانه و خودنمایانه و همین‌طور به خاطر داشتن صدایی قوی و رسا شناخته می‌شود. گرایش جنسی مرکوری از دیگر مسائل حاشیه‌ساز او بود. مرکوری به عنوان یک آهنگساز، برخی از ترانه‌های موفق و پرفروش کوئین از جمله «بوهمین راپسودی»، «ملکه قاتل»، «کسی برای عاشق شدن»، «منو الان متوقف نکن»، «مجنون کوچکی که به آن عشق می‌گویند» و «ما قهرمانیم» را نوشته است. مرکوری علاوه بر فعالیت‌هایش در گروه کوئین، به شکل انفرادی هم فعالیت می‌کرد و گه‌گاهی هم به عنوان تهیه‌کننده یا موسیقی‌دان مهمان (پیانو و آوازخوانی) برای هنرمندان دیگر به فعالیت می‌پرداخت. او به علت برونکوپنومونی که به خاطر بیماری ایدز گرفتار آن شده بود، در ۲۴ نوامبر ۱۹۹۱ و تنها یک روز پس از آنکه به صورت عمومی اعلام کرد که مبتلا به ایدز شده است، درگذشت.
مرکوری در زنگبار و در خانواده‌ای با ریشهٔ پارسی به دنیا آمد. تا اواسط دوره نوجوانی در همان زنگبار و همین‌طور در هندوستان زندگی و رشد کرد. در سال ۱۹۹۲ و پس از مرگ وی، جایزه بریت را به خاطر کمک‌های برجسته‌اش به موسیقی بریتانیا دریافت کرد و کنسرت بزرگداشت فردی مرکوری هم در استادیوم ومبلی در لندن برگزار شد. در سال ۲۰۰۱ مرکوری به همراه دیگر اعضای گروه کوئین به تالار مشاهیر راک اند رول، در سال ۲۰۰۳ به تالار ترانه‌نویسان مشهور، در سال ۲۰۰۴ به تالار مشاهیر موسیقی بریتانیا وارد شد، و گروه کوئین هم در سال ۲۰۰۲ ستاره‌ای در پیاده‌رو شهرت هالیوود دریافت کرد. همچنین در سال ۲۰۰۲، در نظرسنجی بی‌بی‌سی تحت عنوان انتخاب ۱۰۰ بریتانیایی کبیر، مرکوری در جایگاه ۵۸ قرار گرفت. در سال ۲۰۰۵، در یک نظرسنجی که توسط بلندر و MTV2 برگزار شد، مرکوری به عنوان برترین خوانندهٔ مرد همه دوران‌ها انتخاب شد. در سال ۲۰۰۸، نویسندگان رولینگ استونز، مرکوری را در جایگاه ۱۸ در فهرست ۱۰۰ خواننده برتر همه دوران‌ها قرار دادند. در سال ۲۰۰۹، در یک نظرسنجی توسط کلاسیک راک، مرکوری به عنوان برترین خواننده راک همه دوران‌ها انتخاب شد. آل‌میوزیک مرکوری را به عنوانی «یکی از بزرگ‌ترین سرگرمی‌سازان راک همهٔ اعصار» که «دارای یکی از برترین صداها در زمینهٔ موسیقی است»، توصیف کرد.

## دوران اولیه زندگی

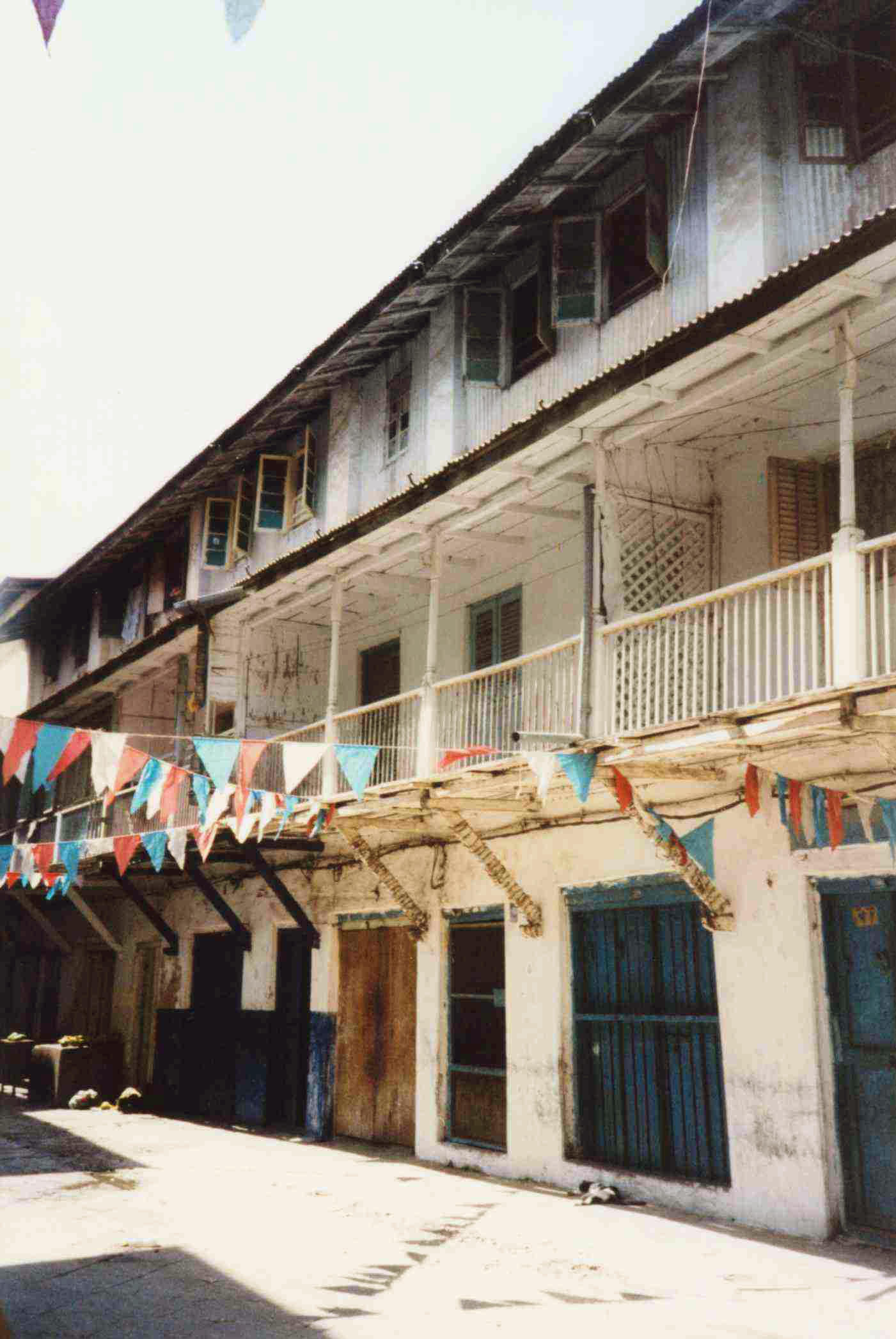
خانه‌ای در زنگبار که مرکوری سال‌های اول عمرش را در آنجا سپری کرده است.

مرکوری به نام فرخ بلسارا در ۵ سپتامبر ۱۹۴۶ در دوره قیومیت بریتانیا در شهر سنگی زنگبار واقع در سلطان‌نشین زنگبار به دنیا آمد که هم‌اکنون بخشی از تانزانیا است. پدر و مادر او، بومی (۱۹۰۸–۲۰۰۳) و جر بلسارا (۱۹۲۲–۲۰۱۶) از پارسیان (زرتشتیان با اصلیت ایرانی در هند) ایالت گجرات هند که این ناحیه در تقسیمات کشوری آن موقع هند بریتانیا، در استان بمبئی قرار داشت. نام خانوادگی آن‌ها از شهر بلسر (که با نام Valsad هم شناخته می‌شود) واقع در بخش جنوبی گجرات، گرفته شده است؛ و خانوده مرکوری به عنوان یک پارسی، پایبند به آیین زرتشت بودند. پدر مرکوری صندوق‌دار اداره مستعمراتی بریتانیا بود و به همین دلیل خانواده بلسارا به زنگبار مهاجرت کرده بودند تا پدرش بتواند شغلش را حفظ کند. پدر فردی در هند با جر ازدواج کرد و او را با خود به زنگبار برد. فرخ اولین فرزند آن‌ها بود و ۶ سال بعد هم خواهر کوچکتر او به نام کشمیرا به دنیا آمد.
فردی سال‌های اولیه تحصیلاتش را در مدرسه‌ای مذهبی گذراند. معلمان این مدرسه راهبه‌های وابسته به کلیسای آنگلیکان بودند. اما وقتی ۸ ساله شد، پدر و مادرش تصمیم گرفتند او را به مدرسه‌ای در هند بفرستند.
مرکوری بیشتر دوران کودکی خود را در هندوستان سپری کرد و در سن هفت سالگی، نواختن پیانو به او آموخته شد. در سال ۱۹۵۴ و در سن هشت سالگی، مرکوری برای تحصیل به مدرسه سنت ماری، یک مدرسه شبانه‌روزی پسرانه به سبک بریتانیایی واقع در پانچگانی در نزدیکی بمبئی (هم‌اکنون در بمبئی) فرستاده شد. مدرسه سنت پیتر به کلیسا تعلق داشت اما درهایش به روی دانش‌آموزان از ادیان و اعتقادات مختلف باز بود. مرکوری هم به عنوان یک زرتشتی معتقد در این مدرسه تحصیل کرد. لاتا منگشکار خواننده بالیوودی، یکی از کسانی بود که در آن دوران مرکوری تحت تأثیر موسیقی او قرار داشت. مرکوری در سن ۱۲ سالگی یک گروه موسیقی مدرسه‌ای به نام هکتیکس تشکیل داد و آثار برخی از خواننده‌های راک اند رول همانند کلیف ریچارد و لیتل ریچارد را بازخوانی کرد. فردی اوقات فراغتش را در کنار خاله و پدربزرگ و مادربزرگ خود در مومبای می‌گذراند و همان موقع بود که عشقش به موسیقی شکل گرفت. او حتی به همراه چند نفر از دوستانش، اولین گروه موسیقی خود به نام «هکتیکس» (The Hectics) را هم به راه انداخت. یکی از دوستان آن دورهٔ مرکوری به یاد می‌آورد که او «توانایی غیرطبیعی در گوش دادن به رادیو و نواختن آنچه که می‌شنید» داشت. همچنین در همان مدرسه سنت پیتر بود که او اولین‌بار خود را «فردی» نامید. مرکوری در فوریه ۱۹۶۳ به زنگبار نزد والدین خود برگشت.
مرکوری در ۱۷ سالگی به همراه خانواده‌اش، به علت انقلاب زنگبار در سال ۱۹۶۴، برای حفظ جان خود از آنجا گریختند؛ در طی آن انقلاب، هزاران عرب و هندی کشته شدند. خانواده او به خانه کوچکی در فلتهام، میدل سکس در انگلستان نقل مکان کردند. مرکوری در دانشگاه پلی‌تکنیک ایزلورث ثبت نام کرد و مشغول به تحصیل در رشتهٔ هنر شد. سرانجام او دیپلم خود را در رشته «هنر و طراحی گرافیکی» از دانشکده ایلینگ آرت کالج دریافت کرد و بعدها از مهارت‌هایی که در آنجا کسب کرده بود، برای طراحی تاج کوئین (لوگوی کوئین) استفاده کرد. مرکوری از بدو تولد تا پایان عمرش شهروند بریتانیا باقی ماند.
مرکوری پس از فارغ‌التحصیلی، به چند گروه موسیقی پیوست و به همراه دوست‌دخترش ماری اوستین به فروش لباس‌های دست دوم در بازار کنزینگتون مارکت در لندن مشغول شد. او همچنین شغلی هم در فرودگاه هیترو لندن داشت. دوستان آن دوره مرکوری از او در آن دوره به عنوان یک جوان ساکت و خجالتی که علاقه وافری به موسیقی داشت یاد می‌کنند. او که تحت تأثیر خوانندگی رابرت پلنت بود، در سال ۱۹۶۹ به گروه موسیقی ایبکس پیوست که بعدها به رکیج تغییر نام داد. مدتی را هم در اتاقی در بالای می‌خانه لیورپول، The Dovedale Towers زندگی کرد. پس از اینکه این گروه از هم پاشید، او به گروه دیگری به نام سور میلک سی ملحق شد. با این حال، این گروه هم در اوایل ۱۹۷۰ از هم پاشید.
در آوریل ۱۹۷۰، مرکوری به برایان می گیتاریست و راجر تیلور نوازنده درامز پیوست که قبلاً در گروهی به نام اسمایل عضویت داشتند. با وجود اینکه دیگر اعضای گروه و همین‌طور تریدنت استودیو، از قبل نام‌هایی برای گروه انتخاب کرده بودند، مرکوری نام «کوئین» را برای گروه برگزید. او بعدها در اینباره گفت که «من یقیناً از جنبه همجنسگرایانهٔ این اسم مطلع هستم، اما این فقط یکی از جنبه‌های این اسم هست». در همان حوالی، او نام خانوادگی خود را از بلسارا به مرکوری تغییر داد.

## زندگی حرفه‌ای

### خوانندگی

محدودهٔ آواز فردی مرکوری

هرچند که صدای صحبت کردن فردی مرکوری در محدودهٔ باریتون بود، او اغلب آهنگ‌هایش را در محدودهٔ تنور خوانده است. محدودهٔ آوازی او از bass low F (F2)‎ تا soprano high F (F6)‎ بوده است. او می‌توانست تا tenor high F (F5)‎ بلت بزند. سوپرانوی اسپانیایی، مونتسرات کاباله، که یک آلبوم هم با مرکوری منتشر کرده است، دربارهٔ صدای مرکوری اینچنین نظر داده است: «فرق مرکوری با تقریباً همهٔ دیگر ستاره‌های راک در این است که او صدایش را می‌فروشد». او در ادامه اظهار می‌دارد که:
«تکنیک‌های او در آوازخوانی متحیرکننده بود. او مشکل تمپو نداشت. با یک حس نافذ ریتمی آواز می‌خواند، پلیسمنت آوازِ او بسیار خوب بود و او می‌توانست بدونِ زحمت و به شکل غیرمحسوس از یک رجیستر به رجیستر دیگر برود. او همچنین استعداد موسیقایی عالی داشت. ترتیب قطعات موسیقی او ظریف، خوشایند، شیرین، انرژی‌زا و محکم بود.»
با ادامه یافتن دوران فعالیت گروه کوئین، او به‌طور فزاینده‌ای در حین اجراهای زنده، بالاترین نت‌ها را تغییر می‌داد و اغلب آن‌ها را با نت دوم، سوم و چهارم هارمونیزه می‌کرد. گفته شده مرکوری «خام‌ترین گرهک تارهای صوتی را داشته و هرگز هیچ‌گونه آموزش رسمی آوازخوانی ندیده است».

### آهنگ‌سازی

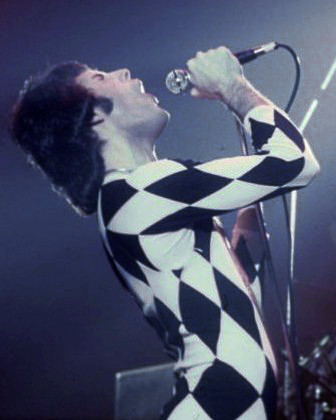
فردی مرکوری در سال ۱۹۷۸

مرکوری ۱۰ ترانه از ۱۷ ترانه‌ای که در آلبوم برترین آثار گروه کوئین قرار دارد را نوشته است: حماسه کولی، هفت دریای ری، ملکه قاتل، پسر از مد افتاده، یکی برای دوست داشتن، ما قهرمانیم، مسابقه دوچرخه‌سواری، الان جلومو نگیر، مجنون کوچکی که به آن عشق می‌گویند و بازی رو انجام بده.

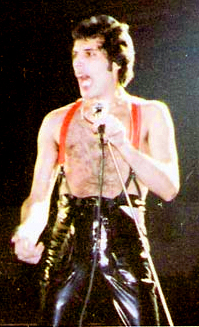

مهم‌ترین جنبهٔ ترانه‌نویسی او، محدودهٔ وسیع ژانرهایی است که استفاده کرده است که برخی از آن‌ها عبارتند از راکیبلی، پراگرسیو راک، هوی متال، گاسپل، و دیسکو. او در مصاحبه‌ای در سال ۱۹۸۵ شرح داده است «من متنفرم از اینکه یک کار رو دوباره و دوباره و دوباره انجام بدم. من دوست دارم ببینم که الان توی موسیقی، فیلم و تئاتر چه خبره و بعدش همه اون‌ها رو با هم ترکیب کنم». مرکوری در مقایسه با بسیاری از آهنگ‌سازان محبوب، تمایل به نوشتن ترانه‌های پیچیده داشت. برای مثال، حماسه کولی یک ساختار نامدور دارد و از تعداد زیادی آکورد تشکیل شده است. او همچنین شش ترانه در آلبوم کوئین دو را نوشته است که چندین تغییر کلیدی و اساس پیچیده دارند. از سوی دیگر، ترانهٔ مجنون کوچکی که به آن عشق می‌گویند تنها تعداد کمی آکورد دارد. علی‌رغم این حقیقت که مرکوری اغلب هارمونی‌های خیلی پیچیده می‌نوشت، خود ادعا کرده است که به سختی می‌توانست موسیقی بخواند. او بیشتر آهنگ‌هایش را بر روی پیانو می‌نوشت و از طیف گسترده‌ای از علامت‌های کلید مختلف استفاده کرده است.

### به عنوان مجری
مرکوری به خاطر اجراهای زنده‌اش شهرت داشت و به همراه گروه کوئین، در کشورهای زیادی به اجرای کنسرت پرداخته است که اکثراً در استادیوم‌ها برگزار می‌شدند. او سبک اجرایی بسیار نمایشی از خود نشان داد که عمدتاً با مشارکت گسترده‌ای از سوی حضار همراه بود. یکی از نویسندگان The Spectator او را چنین توصیف کرده است: «خواننده‌ای که تماشاگرانش را می‌شوراند، شادمان می‌کند و با حالات پرتجمل خود آن‌ها را جادو می‌کند». دیوید بویی که در کنسرت بزرگداشت فردی مرکوری به خوانندگی پرداخته و همچنین ترانه‌ای به نام تحت فشار را هم با گروه کوئین ضبط کرده است، دربارهٔ شیوه اجرای مرکوری چنین می‌گوید: «در بین همه مجری‌های تئاتری راک، مرکوری از بقیه جلوتر است. او از مرزها فراتر رفت؛ و البته من همیشه مردانی که لباس تنگ می‌پوشند را تحسین می‌کنم. من فقط یک بار او را در کنسرت دیدم و همان‌طور که درباره‌اش می‌گفتند، او یقیناً مردی بود که می‌توانست هواداران را در مشتش نگه دارد». برایان می، گیتاریست گروه کوئین دربارهٔ مرکوری می‌گوید که مرکوری «می‌توانست کاری کند که آخرین نفری که در دورترین نقطه استادیوم قرار گرفته هم احساس بودن بکند».
یکی از مشهورترین اجراهای مرکوری در سال ۱۹۸۵ با گروه کوئین در لایو اید بود، که در حین این اجرا، کل ۷۲٫۰۰۰ جمعیت موجود در استادیوم یکصدا با هم آواز می‌خواندند، کف می‌زدند و موج می‌دادند. از این کنسرت به عنوان یکی از برترین کنسرت‌ها در تاریخ موسیقی راک یاد می‌شود. این کنسرت در یک برنامهٔ تلویزیونی به نام «برترین کنسرت‌ها» پخش شد. یکی از منتقدان در بررسی این کنسرت در سال ۲۰۰۵ نوشت «آنهایی که فهرست‌هایی تحت عنوان برترین خوانندگان راک را گردآوری می‌کنند و جایگاه‌های بالا را به میک جگر، رابرت پلنت و غیره اختصاص می‌دهند، همگی مرتکب گناه بزرگی شده‌اند. فردی، با آن اجرای لگام گسیخته‌اش در لایو اید، به آسانی رب‌النوع همه آنهاست».
مرکوری در طی دوره فعالیتش، حدود ۷۰۰ کنسرت را در بسیاری از کشورهای دنیا با گروه کوئین اجرا کرد. یکی از جنبه‌های قابل توجه کنسرت‌های کوئین، مقیاس بزرگ آن‌ها بود. او یک بار گفت که «ما سیسیل ب دومیل راک اند رول هستیم، همیشه می‌خواهیم کارهای بزرگ و بهتری انجام دهیم». گروه کوئین اولین گروهی بود که در استادیوم‌های آمریکای جنوبی به اجرای کنسرت می‌پرداخت، و رکورد جهانی را از نظر تعداد شرکت‌کنندگان در سال ۱۹۸۱ در مورامبی استادیوم در سائو پائولو شکست. در ۱۹۸۶ کوئین در پشت پرده آهنی و در جلوی یک جمعیت ۸۰٫۰۰۰ نفری در بوداپست، به اجرا پرداخت که این کنسرت، بزرگ‌ترین کنسرت راکی بود که در اروپای شرقی برگزار می‌شد. آخرین اجرای مرکوری با کوئین در ۹ اوت ۱۹۸۶ در نب‌ورد پارک انگلیس بود که گفته می‌شود به صورت تخمینی حدود ۱۶۰٬۰۰۰ نفر حضار در آن شرکت داشتند. مرکوری در آخرین اجرای خود بر روی صحنه، که در انتهای آن ترانهٔ خداوند ملکه را حفظ کند اجرا شد، در حالی که یک ردای بلند پوشیده بود و تاجی زرین را در بالا نگه داشته بود، با جمعیت خداحافظی کرد.

### نوازندگی

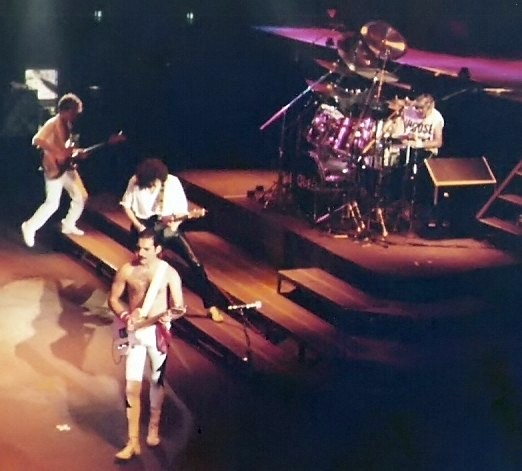
مرکوری در حال نواختن گیتار در یک کنسرت در سال ۱۹۸۴ در آلمان

مرکوری در زمان کودکی‌اش در هندوستان، تا سن نه سالگی آموزش رسمی پیانو دید. بعدها وقتی که در لندن زندگی می‌کرد، گیتار را آموخت. او اغلب موسیقی گیتارمحور را می‌پسندید. هنرمندان محبوبش در آن زمان‌ها د هو، بیتلز، جیمی هندریکس، دیوید بووی و لد زپلین بودند. او اغلب نسبت به نوازندگی خود در هر دو مورد پیانو و گیتار، خودکوچک‌پندار بود و از اوایل دهه ۱۹۸۰ به بعد، شروع به استفادهٔ گسترده از نوازندگان کیبورد مهمان، هم برای کوئین و هم برای حرفهٔ انفرادی خود کرد. قابل توجه‌ترین این نوازندگان مهمان، فرد مندل بود (یک موسیقی‌دان کانادایی که برای پینک فلوید، التون جان و سوپرترمپ هم کار کرده) که او را برای اولین پروژه انفرادی خود به خدمت گرفت و از ۱۹۸۵ به بعد، با مایک موران (در استودیو) و اسپایک لی (در کنسرت) به همکاری پرداخت و بیشتر کارهای مرتبط با کیبورد را به آن‌ها می‌سپرد.
مرکوری در بسیاری از ترانه‌های معروف کوئین پیانو نواخته است که ملکه قاتل، حماسه کولی، ما قهرمانیم، یکی برای دوست داشتن، و منو الان متوقف نکن از آن جمله هستند. او از پیانوهای بزرگ کنسرتی استفاده می‌کرد و گه‌گاهی هم از آلات موسیقی نظیر هارپسیکورد استفاده می‌کرد. از ۱۹۸۰ به بعد، مرکوری به‌طور مکرر از سینث‌سایزر در استودیو استفاده می‌کرد. گیتاریست کوئین، برایان می اظهار داشته است که او توانایی‌های خودش در پیانو را باور نداشت و خیلی کم به نواختن می‌پرداخت چرا که می‌خواست در روی صحنه به اطراف قدم بزند و مخاطبان را سرگرم کند. هرچند که او آثار زیادی برای گیتار نوشته است، با این حال، تسلط ابتدایی و اندکی بر روی این ساز داشت. ترانه‌هایی همانند جنگ عفریتی و مجنون کوچکی که به آن عشق می‌گویند بر روی گیتار ساخته شده‌اند. در ترانه دوم، مرکوری هم در استودیو و هم بر روی صحنه گیتار آکوستیک می‌نوازد.

### پیشه انفرادی

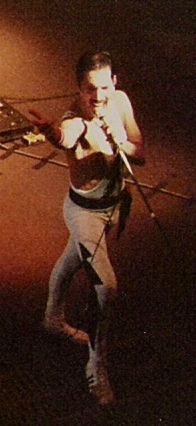

مرکوری علاوه بر همکاری در گروه کوئین، دو آلبوم و چندین تک‌آهنگ هم به صورت انفرادی منتشر کرده است. هرچند که آثار انفرادی او به اندازه آثاری که با کوئین داشت از نظر تجاری موفق نبودند، آن دو آلبوم و چند تک‌آهنگ انفرادی او، جزء ۱۰ آثار برتر در جداول موسیقی بریتانیا قرار گرفتند. نخستین کوشش انفرادی او، مشارکتش در میکس ترانهٔ «عشق می‌کشد» ریچارد وولف در آلبوم سال ۱۹۸۴ او بود (همچنین این ترانه در تم پایانی «تفنگ پر شده» National Lampoon هم استفاده شد). همچنین از جمله اولین کوشش‌های انفرادی مرکوری، همکاری در تهیه یک موسیقی زمینه جدید برای فیلم مادرشهر، ساختهٔ فریتز لانگ بود. تهیه‌کنندهٔ این ترانه جورجو مورودر بود و در جایگاه دهم جداول بریتانیا قرار گرفت.
دو آلبوم مرکوری که کاملاً مستقل از گروه کوئین تهیه شده بودند، آقای آدم بده (۱۹۸۵) و بارسلونا (۱۹۸۸) نام داشتند. آقای آدم بده جزء ده آلبوم برتر در جداول آلبوم بریتانیا قرار گرفت. در سال ۱۹۹۳، یک رمیکس از ترانهٔ «زندگی کردن برای خودم»، تک‌آهنگی از همین آلبوم، جایگاه نخست را در جدول تک‌آهنگ‌های بریتانیا به‌دست آورد. این ترانه همچنین جایزه آیور نوول را هم پس از مرگ مرکوری برایش به ارمغان آورد. نقاد آل‌میوزیک، ادواردو ریواداویا آقای آدم بده را به صورت «عالی از همان ابتدا تا انتها» توصیف می‌کند و نظر خود را این‌گونه بیان می‌کند که مرکوری «کاری ستودنی در کشف قلمروهای ناشناخته انجام داده است». این آلبوم به‌ویژه بسیار سینث‌سایزر محور است، به‌طوری‌که آلبوم‌های گذشته کوئین این‌گونه نبودند.
آلبوم دوم مرکوری، بارسلونا، با سوپرانوی اسپانیایی، مونتسرات کاباله ضبط شده است. عناصری از موسیقی عامه‌پسند و اپرا در این آلبوم با هم ترکیب شده است. عمده منتقدان مردد بودند که چه مفهومی از این آلبوم برداشت کنند، شخصی آن را «عجیب و غریب‌ترین سی‌دی سال» نامید. آلبوم به موفقیت تجاری دست یافت و ترک عنوانی آلبوم (ترکی که همنام آلبوم است) جایگاه هشتم را در جداول بریتانیا کسب کرد و در اسپانیا هم به موفقیت بزرگی دست یافت. ترک عنوانی این آلبوم، به‌طور گسترده از رادیو پخش شد و سرود رسمی بازی‌های المپیک تابستانی ۱۹۹۲ بود (که یکسال پس از مرگ مرکوری در اسپانیا برگزار شد) و با استقبال فراوانی روبرو شد. کاباله در مراسم افتتاحیه المپیک، این ترانه را به صورت زنده اجرا کرد و قسمت‌هایی که مربوط به مرکوری بود، بر روی صفحهٔ نمایش پخش شد. این اتفاق قبل از شروع فینال لیگ قهرمانان اروپا ۱۹۹۹ در بارسلونا هم بار دیگر تکرار شد.
علاوه بر این دو آلبوم انفرادی، مرکوری چندین تک‌آهنگ هم منتشر کرده است. از جملهٔ آنها، یک نسخهٔ بازخوانی از ترانهٔ موفق متظاهر بزرگ گروه پلترز بود که در سال ۱۹۸۷ در بریتانیا در جایگاه پنجم ایستاد. در سپتامبر ۲۰۰۶، یک آلبوم گردآوری‌شده از کارهای انفرادی مرکوری، به افتخار شصتمین زادروزش در بریتانیا منتشر شد. این آلبوم جز ۱۰ آلبوم برتر در جدول آلبوم‌های بریتانیا قرار گرفت.
مرکوری در طی سال‌های ۱۹۸۱ تا ۱۹۸۳ چندین ترانه مشترک با مایکل جکسون ضبط کرد. از جمله دمویی از «وضعیت پرتنش»، «پیروزی» و «زندگی باید چیزی بیش از این باشد». هیچ‌کدام از این آثار مشترک، به صورت رسمی منتشر نشد، هرچند که نسخه‌های قاچاقی آن‌ها وجود دارد. جکسون بعدها ترانهٔ وضعیت پرتنش را با میک جگر برای آلبوم پیروزی گروه جکسون فایو ضبط کرد. مرکوری در آلبوم آقای آدم بده، یک نسخه انفرادی از آهنگ زندگی باید چیزی بیش از این باشد را قرار داده است. در نوامبر ۲۰۱۱، برایان می اعلام کرد که یک سری از آهنگ‌هایی که مرکوری و جکسون به صورت دونفری خوانده‌اند، در سال ۲۰۱۲ عرضه خواهد شد. بعدها تاریخ عرضهٔ آن را به سال ۲۰۱۳ و پس از آن هم به سال ۲۰۱۴ موکول کرد.
علاوه بر همکاری با مایکل جکسون، مرکوری به همراه راجر تیلور در ترک عنوانی آلبوم سال ۱۹۸۲ بیلی اسکوییر که احساسات در حرکت نام دارد هم به خوانندگی پرداخته‌اند. آن‌ها بعدها در تهیهٔ دو ترانه از آلبوم سال ۱۹۸۶ اسکوییر تحت عنوان کافی کافی است، همکاری کردند که یکی ترانهٔ عشق قهرمان است بود که در آن به آوازخوانی پرداختند و دیگری ترانهٔ بانویی با ساکسوفون تنور بود که برای آن دگرسان‌سازی موسیقایی را انجام دادند.

## زندگی شخصی

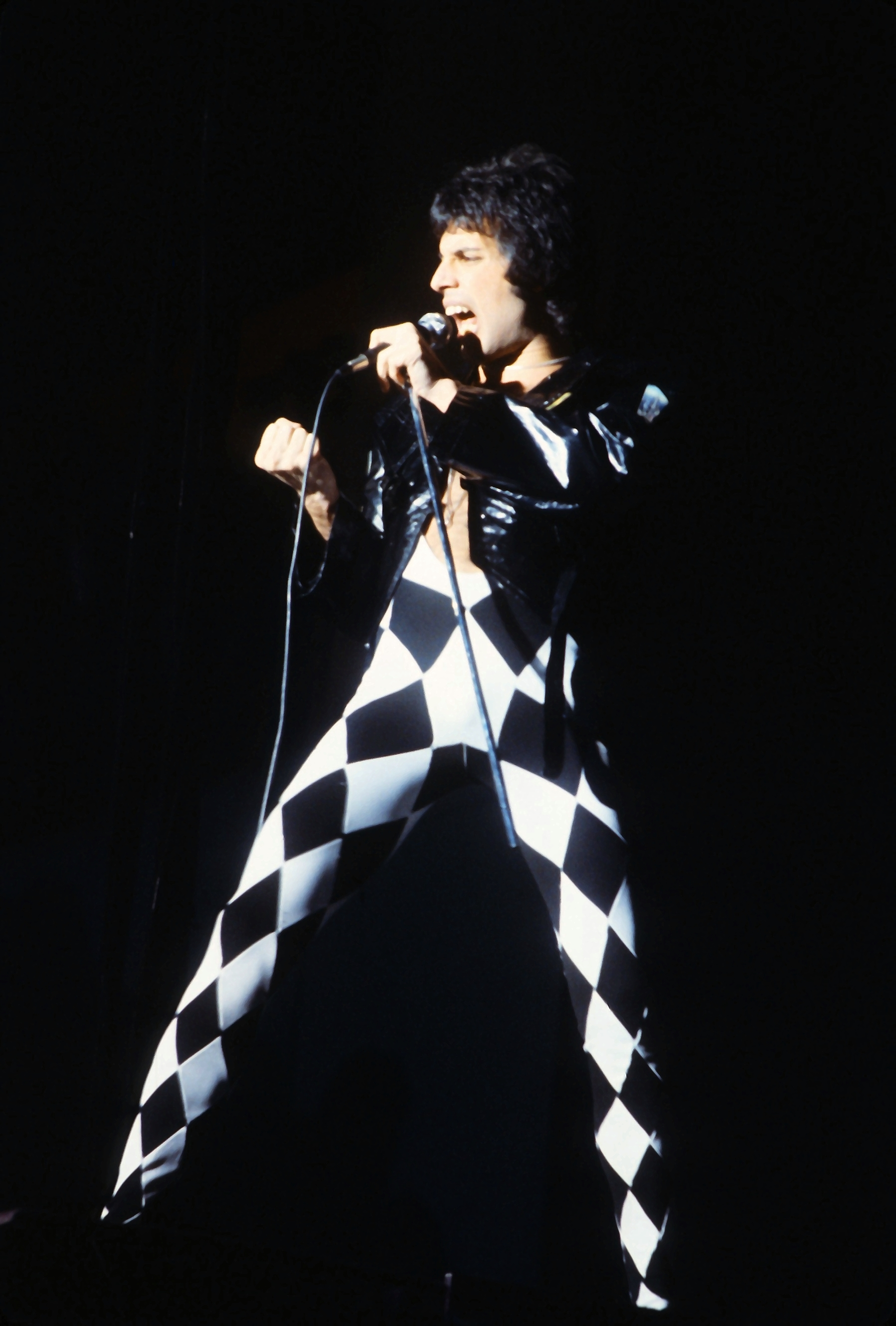
فرِدی مرکوری در سال ۱۹۸۰

### روابط
مرکوری در اوایل دهه ۱۹۷۰، یک رابطه طولانی‌مدت با ماری اوستین داشت که او را از طریق برایان می ملاقات کرده بود. او برای چندین سال با اوستین به‌طور مشترک در وست کنزینگتون زندگی کرد. با این حال در اواسط دهه ۱۹۷۰، مرکوری رابطه عاشقانه‌ای هم با یک مرد آمریکایی که مدیر اجرایی موسیقی در شرکت الکترا رکوردز بود، برقرار کرد. در دسامبر ۱۹۷۶، مرکوری دربارهٔ گرایش جنسی‌اش با اوستین حرف زد که نتیجه آن پایان رابطه عاشقانهٔ او با اوستین بود. مرکوری از خانهٔ مشترکی که با اوستین داشتند به خیابان دوازدهم استنفورد تراس در کنزینگتون کوچ کرد و برای اوستین هم‌خانه‌ای در همان حوالی خرید. با این حال، مرکوری و اوستین برای سال‌ها دوستان نزدیک یکدیگر ماندند و مرکوری اغلب از اوستین به عنوان تنها دوست واقعی خود یاد می‌کرد. در مصاحبه‌ای در سال ۱۹۸۵، مرکوری دربارهٔ اوستین گفت که «اکثر معشوقه‌های من ازم پرسیدند که چرا اون‌ها نمیتونن جای ماری [اوستین] رو بگیرن، این کاملاً غیر ممکنه، تنها دوستی که من داشتم ماری هست و من کس دیگه‌ای رو نمی‌خوام. از نظر من، او همسر عرفی من بود. از نظر من، این رابطه یک جور زناشویی بود. ما هم دیگه رو باور داشتیم، همین برام کافیه». او همچنین چندین ترانه در مورد اوستین سروده است که از جمله قابل ذکرترین آن‌ها می‌توان به عشق زندگی من اشاره کرد. آخرین خانهٔ مرکوری، به نام گاردن لژ، کاخی با معماری گرجستانی دارای ۲۸ اتاق بود که در یک باغ مانیکورکاری‌شده قرار دارد و حول آن را دیواری آجری بلند فرا گرفته است. این خانه که در منطقه کنزینگتون لندن قرار دارد، پس از مرگ مرکوری، به اوستین رسید. مرکوری در وصیت‌نامه‌اش، خانه‌اش را به جای شریک زندگی آن هنگامش، جیم هوتون، برای ماری اوستین به ارث گذاشته است و در اینباره گفته است که «تو همسر من بودی و به هر حال این خانه برای توست». مرکوری همچنین پدرخواندهٔ پسر ارشد اوستین بود که ریچارد نام دارد.
مرکوری در اوایل و اواسط دههٔ ۱۹۸۰، یک رابطه عاشقانه با باربارا ولنتین، هنرپیشه زن اتریشی برقرار کرد که در نماهنگ زندگی سختی است هم هنرنمایی کرده است. در سال ۱۹۸۵، او یک رابطه طولانی‌مدت دیگر با آرایشگری به نام جیم هوتون (زاده ۱۹۴۹، درگذشت ۲۰۱۰) آغاز کرد. هوتون که در سال ۱۹۹۰ نتیجه آزمایش ایدزش مثبت بود، در شش سال آخر زندگی مرکوری با او زندگی کرد و در هنگام بیماری به پرستاری از او پرداخت و در هنگام مرگ مرکوری هم در بالین او حاضر بود. هوتون ادعا کرده است که مرکوری در حین مرگش، حلقه ازدواجی که هوتون به او داده بود را دست کرده بود. هوتون در یک ژانویه ۲۰۱۰ بر اثر ابتلاء سرطان درگذشت.

### رابطه با کنی اورت
کنی اورت، دی‌جی رادیو، اولین بار مرکوری را در سال ۱۹۷۴ هنگامی که او برای یک برنامه صبحگاهی در Capital London دعوت کرده بود، ملاقات کرد. آن دو به عنوان دو تن از خودنماترین و محبوب‌ترین هنرمندان بریتانیایی، ویژگی‌های مشترک فراوانی داشتند و بلافاصله تبدیل به دوستان نزدیکی برای یکدیگر شدند. اورت نقشی اساسی در موفقیت اولیه کوئین ایفا کرد. در سال ۱۹۷۵، مرکوری با یک نسخه از تک‌آهنگ حماسه کولی نزد اوت رفت. اورت که در ابتدا به عنوان یک محرم شک داشت که یک ایستگاه رادیویی پیدا شود که حاضر به پخش این ترانهٔ بیش از ۶ دقیقه‌ای باشد، به مرکوری در آن لحظه چیزی نگفت و ترانه را بر روی گردونه گرامافون گذاشت و پس از اینکه آن را شنید، به شور آمد و گفت: «فراموشش کن، این ترانه برای قرن‌ها یک ترانهٔ شماره یک خواهد بود». در حالی که Capital Radio به صورت رسمی این ترانه را نپذیرفته بود، اما اورت بی‌وقفه راجع به ترانه‌ای صحبت می‌کرد که خودش آن را شنیده بود، اما نمی‌توانست آن را پخش کند، تا اینکه ترانه به صورت «اشتباهی» شروع به پخش شدن می‌کند و اورت اظهار می‌دارد که «وای! از دستم دررفت!». خیلی زود شنوندگان با تلفن به کاپیتال هجوم آوردند و می‌خواستند بدانند که این ترانه کی منتشر خواهد شد. اورت در یک روز این ترانه را ۳۶ بار پخش کرد.
رابطهٔ آن دو در دههٔ ۷۰ صمیمی‌تر شد، اورت رایزن و مشاور مرکوری شد و مرکوری هم محرم راز اورت شده بود و به او کمک می‌کرد تا گرایش جنسی خودش را بپذیرد. در سرتاسر اوایل دههٔ ۱۹۸۰، آن دو همجنس‌گرایی‌شان را کاوش می‌کردند، و همین‌طور مواد مخدر را هم تجربه کردند، هرچند که آن‌ها هیچ‌وقت عاشق و معشوق نبودند، اما آن‌ها به‌طور منظم با هم به شب‌نشینی می‌پرداختند. در سال ۱۹۸۵، آن‌ها بر سر استفاده و سهمشان از مواد مخدر دچار مشاجره و اختلاف شدند. Audrey Lee "Lady Lee" Middleton که زندگی‌نامهٔ اورت را نوشته بود، در کتاب خود فاش کرد که اورت یک دگرباش جنسی است. اورت این کتاب را مورد نکوهش قرار داد. اما مرکوری در مشاجره بین لی و اورت، طرف اورت را گرفت که این باعث شد رابطهٔ آن‌ها حتی بیشتر به سردی گراید. در سال ۱۹۸۹ که وضع سلامتی هر دو آن‌ها رو به وخامت گذاشته بود، آن‌ها دوباره دوستی با هم را از سر گرفتند و اختلافات را کنار گذاشتند.

### گرایش‌های جنسی
در حالی که برخی از مفسران ادعا کرده‌اند که مرکوری گرایش جنسی خود را از عموم پنهان می‌کرده است، برخی دیگر او را یک «همجنس‌گرای علنی» معرفی کرده‌اند. در دسامبر سال ۱۹۷۴ وقتی که نیو موزیکال اکسپرس از او مستقیماً در اینباره سؤال کرد، «در مورد همجنس‌گرا بودن چطور؟» مرکوری پاسخ داد، «یه گاو حیله‌گر هستی، بذار اینطور بگم، زمانی بود که من جوون و بی‌تحربه بودم، چیزی هست که بچه‌مدرسه‌ای‌ها میرن طرفش. من هم شوخی‌های بچه‌مدرسه‌ایم رو دارم. نمی‌خوام بیشتر از این وارد جزئیات بشم». هفت سال قبل از آن در سال ۱۹۶۷ رفتارهای همجنس‌گرایانه در بین مردان بزرگسال بالای ۲۱ سال آزاد شده بود. در دهه ۱۹۸۰ او اغلب در رویدادهای عمومی از شریک زندگی‌اش جیم هوتون فاصله می‌گرفت. در سال ۱۹۸۶، روزنامه سان ادعا کرد که مرکوری «اقرار به یک سری ماجراهای سکس همجنس‌گرایانه یک شبه» کرده است.
در طی دوران فعالیت مرکوری، ظاهر پرتجمل او در صحنه، گاهی باعث می‌شد تا روزنامه‌نگاران دربارهٔ گرایش‌های جنسی او به صحبت بپردازند. دیو دیکسون، در بررسی اجرای کوئین در ومبلی آرنا در سال ۱۹۸۴ برای مجلهٔ کرنگ!، در رابطه با اجرای متظاهرانه و پر ناز و غمزهٔ مرکوری برای تماشاگران سخن به میان می‌آورد و مرکوری را «روسپی قیافه‌گیر، لب و لچه انداز، اداواطوار درکن» می‌نامد. در سال ۱۹۹۲، جان مارشال از نشریه گی تایمز نظرش را چنین بیان کرد: «مرکوری یک اِوایی بر روی صحنه بود؛ بی‌باک از بروزدادن همجنس‌گرایی‌اش در بین عموم، اما بی‌میل برای وارد شدن به جزئیات یا توجیه کردن «شیوهٔ زندگی‌اش»... مثل این بود که فردی مرکوری به دنیا می‌گفت «من همان چیزی هستم که می‌بینید. خب که چی؟ و این جمله به خودی خود از نظر برخی یک اعلامیه محسوب می‌شود». رابرت اربن در مقاله‌ای برای AfterElton نوشت که «مرکوری خودش را با «برون‌آیی سیاسی» یا با آرمان‌های دگرباشانه، هم‌پیمان نکرده است.

### شخصیت
مرکوری علی‌رغم داشتن شخصیت خودنمایانه بر روی صحنه، در مواقعی که به اجرا نمی‌پرداخت، خصوصاً گرداگرد افرادی که به خوبی آن‌ها را نمی‌شناخت، گوشه‌گیر و خجالتی بود، و مصاحبه‌های کمی انجام داد. مرکوری یک بار دربارهٔ خودش گفت: «من در حین اجرا برون‌گرا هستم، اما از درون یک انسان کاملاً متفاوتم». او در حین اجرای برنامه غرق محبت از طرف طرفدارانش می‌شد. در یادداشت خودکشی کورت کوبین ذکر شده که او چطور به اینکه مرکوری «دوست داشتنی به نظر می‌رسید، و از اینکه دوست داشته شود و مورد پرستش جمعیت قرار گیرد لذت می‌برد» را هم تحسین می‌کرد و هم به آن غبطه می‌خورد.
مرکوری در سال ۱۹۸۷، چهل و یکمین سالگرد تولد خود را در پایکز هتل در ایبیزا جشن گرفت؛ درست چند ماه پس از اینکه او متوجه شد به ایدز مبتلا شده است. مرکوری در این‌جای دنج به دنبال آرامش بسیار بود و از دوستان نزدیک صاحب آنجا، آنتونی پایک، به حساب می‌آمد که او مرکوری را «زیباترین شخصی که در تمام زندگی‌ام دیده‌ام، بسیار سرگرم‌کننده و دست و دل باز» توصیف کرده است. بر طبق گفتهٔ لزلی-آن جونز، «مرکوری آنجا را مثل خانه خودش می‌دانست. او گاهی تنیس بازی می‌کرد، کنار استخر لم می‌داد و شب‌ها به کلوپ‌های همجنسگراها و میخانه‌ها می‌رفت». مهمانی که در ۵ سپتامبر ۱۹۸۷ برگزار شد به صورت «باورنکردنی‌ترین مثال از ولخرجی در دریای مدیترانه که تا به حال دیده شده» توصیف شده است و ۷۰۰ نفر در آن شرکت داشتند. کیکی به شکل ساگرادا فامیلیا برای مهمانی تهیه شده بود، هرچند که کیک اصلی فروپاشیده بود و با کیکی دو متری اسفنجی جایگزین شده بود که بر روی آن اشعاری از ترانه بارسلونا مرکوری نوشته شده بود. صورت‌حساب این مهمانی که ۲۳۲ لیوان شکسته هم در آن بود، به مدیر برنامه‌های کوئین، جیم بیچ داده شد.

## بیماری و مرگ
در اکتبر ۱۹۸۶، مطبوعات انگلیسی گزارش کرده بودند که مرکوری در یکی از کلینیک‌های هارلی استریت خونش را برای ابتلاء به ویروس HIV/AIDS آزمایش کرده است. وقتی که مرکوری در حال بازگشت از سفری از ژاپن بود، گزارشگری از سان به نام هیو ویتو، در فرودگاه هیترو، از او دربارهٔ این قضیه سؤال کرد. مرکوری انکار کرد که بیماری مقاربتی دارد. بر طبق گفتهٔ شریک زندگی‌اش جیم هوتون، مرکوری کمی پس از عید پاک سال ۱۹۸۷ تشخیص داد که به بیماری ایدز مبتلا شده است. در همان اوقات، مرکوری در مصاحبه‌ای ادعا کرده بود که نتیجه آزمایش ایدزش منفی بوده است. علی‌رغم این انکارها، مطبوعات انگلیسی شایعات را در چند سال بعدی هم دنبال می‌کردند که با لاغر و نحیف شدن ظاهری مرکوری، عدم برگزاری تورها توسط کوئین، و گزارش‌هایی از معشوقه‌های گذشته به تبلویدها، به این شایعات دامن زده می‌شد. در ۱۹۹۰، شایعات دربارهٔ سلامتی مرکوری فراگیر و رایج بود. در مراسم اهدای جایزه بریت سال ۱۹۹۰ که در تاریخ ۱۸ فوریه در دومینون تئاتر لندن برگزار شد، مرکوری و بقیه اعضای گروه کوئین برای دریافت جایزه بریت به خاطر همکاری قابل توجه در موسیقی به روی صحنه رفتند که این آخرین حضور عمومی مرکوری بود. تا پایان زندگی مرکوری، عکاسان به‌طور مرتب در کمین او بودند، روزنامهٔ سان طی یک سری مقاله ادعا کرد که مرکوری به شکل جدی بیمار است، یکی از مشهورترین آنها، مقاله‌ای در نوامبر ۱۹۹۰ بود که در صفحه اولش تصویری از مرکوری که در آن نحیف به نظر می‌رسید به همراه سرصفحهٔ «این رسمیست، مرکوری جدا بیمار است» قرار داشت.
با این حال، مرکوری و اشخاص نزدیکش که به آن‌ها می‌توانست اعتماد کند، همچنان این قضایا را انکار می‌کردند، حتی پس از انتشار مقاله صفحه اولی که در ۲۹ آوریل ۱۹۹۱ پس از حضور کمرنگ مرکوری در رویدادهای عمومی منتشر شد که در آن مرکوری بسیار نحیف به تصویر کشیده شده بود. مرکوری برای چندین سال وضعیت ایدزش را به‌طور عمومی اعلام نکرد و این مسئله را پنهان نگه داشت، این‌طور مطرح شده که او می‌توانست با زودتر صحبت کردن دربارهٔ وضعیتش و مبارزه علیه این بیماری، آگاهی عمومی در رابطه با ایدز را بالا ببرد. مرکوری برای محافظت از افراد نزدیک به خود، وضعیت بیماری‌اش را فاش نکرد. برایان می در مصاحبه‌ای در سال ۱۹۹۳ تأیید کرد که مرکوری خیلی پیش از آن گروه را از بیماری‌اش آگاه کرده بود. در موزیک ویدیوی این‌ها روزهای زندگی ما هستند که در ماه مه ۱۹۹۱ فیلمبرداری شد، مرکوری بسیار لاغر بود؛ تصاویر او در این موزیک ویدیو آخرین صحنه‌هایش در جلوی دوربین بودند.
مرکوری پس از پایان کارش با کوئین در ژوئیه ۱۹۹۱، در خانه‌اش در کنزینگتون به استراحت پرداخت. همسر سابق او ماری اوستین در سال‌های پایانی عمرش همدم او بود و در هفته‌های پایانی عمرش به‌طور مرتب به خانه مرکوری سر می‌زد تا از او مراقبت کند. مرکوری در نزدیکی پایان عمرش، شروع به از دست دادن بینایی‌اش کرد و وخامتش چنان بود که نمی‌توانست از تخت خواب بلند شود. با توجه به بدتر شدن شرایط، مرکوری تصمیم گرفت با امتناع از خوردن داروها، مرگش را تعجیل کند و تنها به استفاده از آرام‌بخش‌ها اکتفا کرد.
مرکوری در ۲۲ نوامبر ۱۹۹۱، منیجر کوئین، حیم بیچ را به خانه‌اش در کنزینگتون فراخواند تا به‌طور عمومی دربارهٔ چیزی صحبت کند. روز بعد، اعلامیه زیر از طرف مرکوری در نشریه‌های بین‌المللی به چاپ رسید:
«پیرو حدس و گمان‌های بسیار زیاد در دو هفته اخیر در مطبوعات، من می‌خواهم تأیید کنم که نتیجه آزمایش HIV من مثبت بوده و من به ایدز مبتلا هستم. احساس کردم که کار درست این است که برای حفظ حریم خصوصی اطرافیانم این قضیه تا به امروز مخفی باشد. با این حال وقت آن رسیده است که دوستان و طرفداران من در سرتاسر دنیا حقیقت را بدانند و امیدوارم که همه به من، پزشکانم، در مبارزه با این بیماری مخوف ملحق شوند. حریم شخصی من همیشه برایم بسیار مهم بوده است و من به خاطر عدم انجام مصاحبه معروف هستم. لطفاً درک کنید که این سیاست [مصاحبه نکردن] ادامه خواهد داشت.»
در صبح ۲۴ نوامبر ۱۹۹۱، کمی پس از ۲۴ ساعت از انتشار این بیانیه، مرکوری در سن ۴۵ سالگی در خانه‌اش در کنزینگتون درگذشت. علت اصلی مرگ برونکوپنومونی بود که به سبب ابتلاء به ایدز ایجاد شده بود. دیو کلارک از گروه دیو کلارک فایو، که از دوستان نزدیک مرکوری بود، در هنگام مرگ بر بالینش حاضر بود. اوستین به مادر و خواهر مرکوری تلفن زد تا خبر مرگ او را به آن‌ها برساند. خبر مرگ او در ساعات اولیه ۲۵ نوامبر به روزنامه‌ها و تلویزیون رسید.
در ۲۷ نوامبر، مراسم تشییع جنازه مرکوری توسط یک موبد زرتشتی انجام گرفت. حدود ۳۵ نفر از دوستان و خویشاوندان نزدیک مرکوری در تشییع جنازه‌اش شرکت داشتند که دیگر اعضای گروه کوئین و التون جان از حضار این مراسم بودند. جسد مرکوری در گورستان کنزال گرین در غرب لندن سوزانده شد. بر طبق خواستهٔ مرکوری، ماری اوستین خاکسترهای او را در یک جای نامعلوم به خاک سپرد. اعتقاد بر این است که محل دفن خاکسترهای مرکوری را تنها ماری اوستین می‌داند و او اظهار داشته که هرگز محل به خاک سپاری آن‌ها را فاش نخواهد کرد.
مرکوری در وصیت‌نامه‌اش، بخش بزرگی از دارایی‌هایش، از جمله خانه‌اش و حق امتیاز آثارش را به ماری اوستین، و باقی‌مانده دارایی‌اش را برای خواهر و والدینش به ارث گذاشته است. همچنین او ۵۰۰٬۰۰۰ پوند برای آشپزش جو فانلی، ۵۰۰٬۰۰۰ پوند برای دستیار شخصی‌اش پیتر فریستون، ۱۰۰٬۰۰۰ پوند برای راننده‌اش تری گیدینز و ۵۰۰٬۰۰۰ پوند هم برای جیم هوتون به ارث گذاشته است. ماری اوستین به همراه خانواده‌اش به زندگی در خانه مرکوری در گاردن لوژ، کنزینگتون ادامه داد.

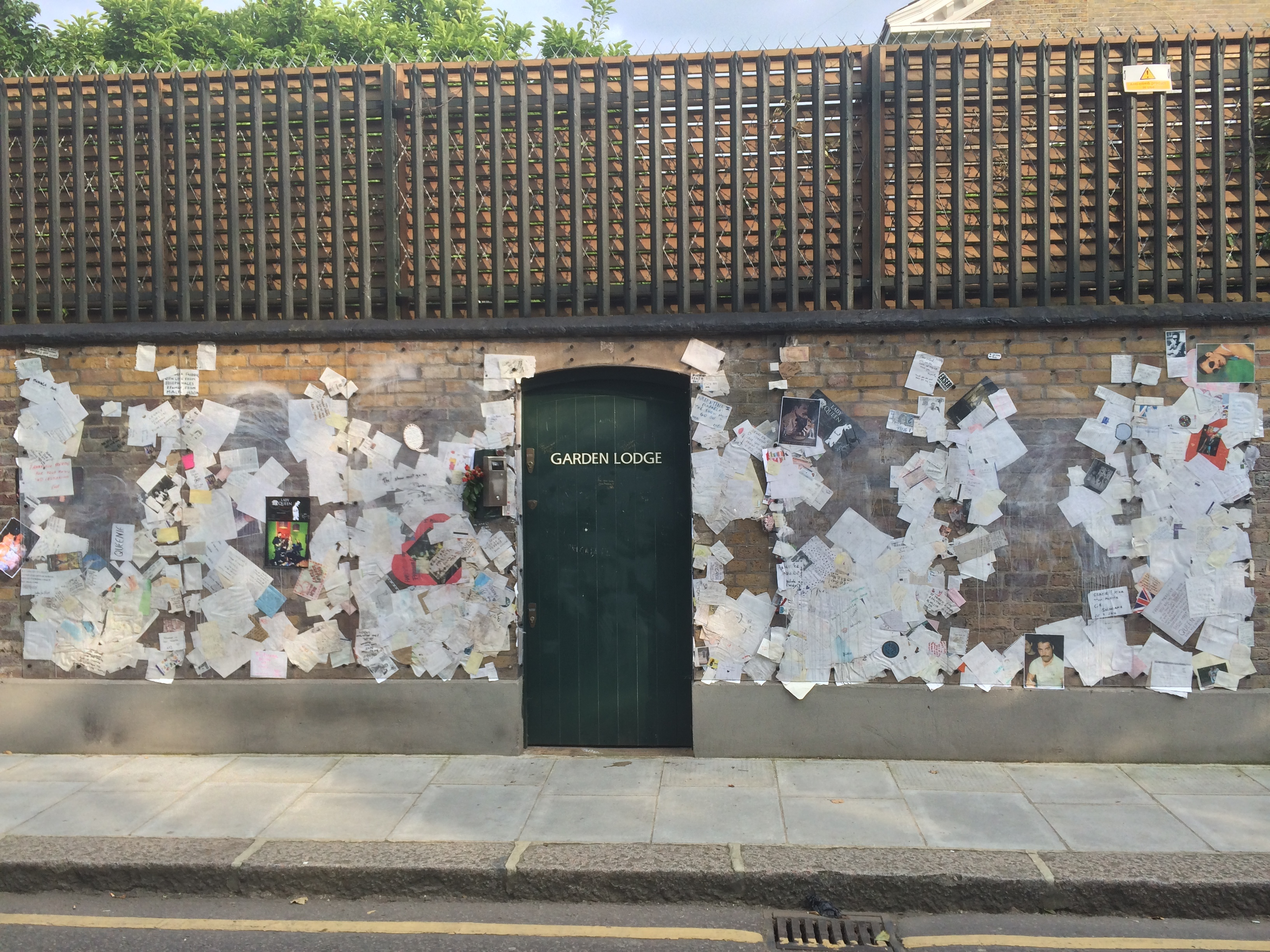
دیوار بیرونی خانه فردی مرکوری معروف به گاردن لوژ در سال ۲۰۱۴.

پس از مرگ مرکوری، دیوار بیرونی خانه‌اش، گاردن لوژ تبدیل به ضریح او شد، عزاداران و هواداران مرکوری، بر روی دیوار خانه‌اش، پیام‌های بزرگداشت و تسلیت خود را می‌نوشتند. سه سال پس از مرگ او، نشریهٔ تایم اوت گزارش داد که «از وقتی مرکوری مرده، دیوار بیرونی خانهٔ او تبدیل به بزرگ‌ترین ضریح راک اند رول لندن شده است». امروزه هم هواداران مرکوری همچنان برای تکریم مرکوری از آنجا بازدید می‌کنند و پیام‌های خود را بر روی آن می‌نویسند. هوتون در سال ۲۰۰۰ در یک اثر زندگی‌نامه‌ای از مرکوری به نام فردی مرکوری: داستان گفته نشده شرکت کرد و همچنین مصاحبه‌ای هم با تایمز در مورد شصتمین زادروز مرکوری انجام داد.

## میراث

### محبوبیت ادامه‌دار
اینکه مرگ مرکوری چقدر باعث افزایش محبوبیت کوئین شده مشخص نیست. در ایالات متحده، که محبوبیت کوئین در دهه ۱۹۸۰ کاهش یافته بود، در ۱۹۹۲، سال بعد از مرگ مرکوری فروش آلبوم‌های کوئین به شکل انکارناپذیری افزایش یافت. یکی از منتقدان آمریکایی در سال ۱۹۹۲ گفت که «چیزی که به آن فاکتور «ستاره مرده» می‌گویند تأثیرش را گذاشته و گروه کوئین در میانهٔ یک باززایی اساسی است». فیلمی در سال ۱۹۹۲ به نام دنیای وین منتشر شد که ترانهٔ حماسه کولی در قسمتی از آن پخش می‌شد. بر طبق انجمن صنعت ضبط موسیقی ایالات متحده آمریکا کوئین ۳۴٫۵ آلبوم در آمریکا فروخته است که نیمی از آن‌ها پس از مرگ مرکوری در ۱۹۹۱ بوده است.
میزان فروش جهانی کوئین تا امروز تا حدود ۳۰۰ میلیون تخمین زده شده است. در بریتانیا، کوئین نسبت به دیگر هنرمندان موسیقی (از جمله بیتلز) جمعاً هفته‌های بیشتری را در جدول‌های آلبوم بریتانیا مانده است. آلبوم برترین آثار کوئین پرفروش‌ترین آلبوم همهٔ اعصار در بریتانیا است. دو تا از ترانه‌های مرکوری به نام حماسه کولی و ما قهرمانیم، هر کدام به عنوان برترین ترانهٔ همهٔ اعصار به ترتیب در نظرسنجی‌هایی توسط سونی اریکسون و رکوردهای جهانی گینس انتخاب شده‌اند. نظرسنجی اول تلاشی برای تعیین کردن محبوب‌ترین ترانهٔ دنیا بود، در حالی که نظرسنجی گینس تنها در بریتانیا صورت پذیرفت. هر دو ترانه وارد تالار مشاهیر گرمی شده‌اند. حماسهٔ کولی در سال ۲۰۰۴ وارد این تالار شد و ما قهرمانیم هم در سال ۲۰۰۹. در اکتبر ۲۰۰۷، نماهنگ حماسهٔ کولی توسط خوانندگان مجله کیو به عنوان برترین نماهنگ همه اعصار انتخاب شد.
مرکوری که همواره از او به عنوان یکی از بهترین خوانندگان در تاریخ موسیقی عامه‌پسند یاد می‌شود، در فهرستی به نام «۲۲ صدای برتر موسیقی» که توسط MTV تنظیم شده، پس از ماریا کری، در جایگاه دوم قرار گرفت. به علاوه در ژانویه ۲۰۰۹، در نظرسنجی ایستگاه رادیویی پلانت راک پس از رابرت پلنت به عنوان دومین خوانندهٔ برتر راک انتخاب شد. در می ۲۰۰۹، مرکوری در یک نظرسنجی از طرف مجله کلاسیک راک، به عنوان برترین خواننده راک انتخاب شد. در سال ۲۰۱۱، خوانندگان مجله NME مرکوری را پس از مایکل جکسون به عنوان برترین خواننده همه دوران‌ها انتخاب کردند. در سال ۲۰۱۱ خوانندگان مجله رولینگ استون مرکوری را در جایگاه دوم «بهترین آوازخوان اصلی همه اعصار» انتخاب کردند. در سال ۲۰۱۳، خوانندگان گیگ‌وایز مرکوری را بهترین خوانندهٔ همهٔ اعصار انتخاب کردند.

### آلبوم کوئین پس از مرگ او
در نوامبر ۱۹۹۵، کوئین آلبوم ساخت بهشت را منتشر کرد. این آلبوم، از آهنگ‌های منتشر نشده فردی مرکوری از سال ۱۹۹۱، اوت‌تیک‌هایی (به انگلیسی: outtake) از سال‌های گذشته و نسخه‌های بازسازی‌شده از آثار انفرادی مرکوری توسط اعضای زنده گروه، تشکیل شده بود. پوستر آلبوم، تصویری از تندیس فردی مرکوری را نشان می‌دهد که در حال نگاه کردن به دریاچه لمان در مونترو سوئیس است، جایی که مرکوری آخرین آهنگ‌هایش را در مونتین استودیوز نوشته و ضبط کرده است. بر روی جلد آلبوم نوشته شده بود که «تقدیم به روح جاودانه فردی مرکوری».

### یادبودها

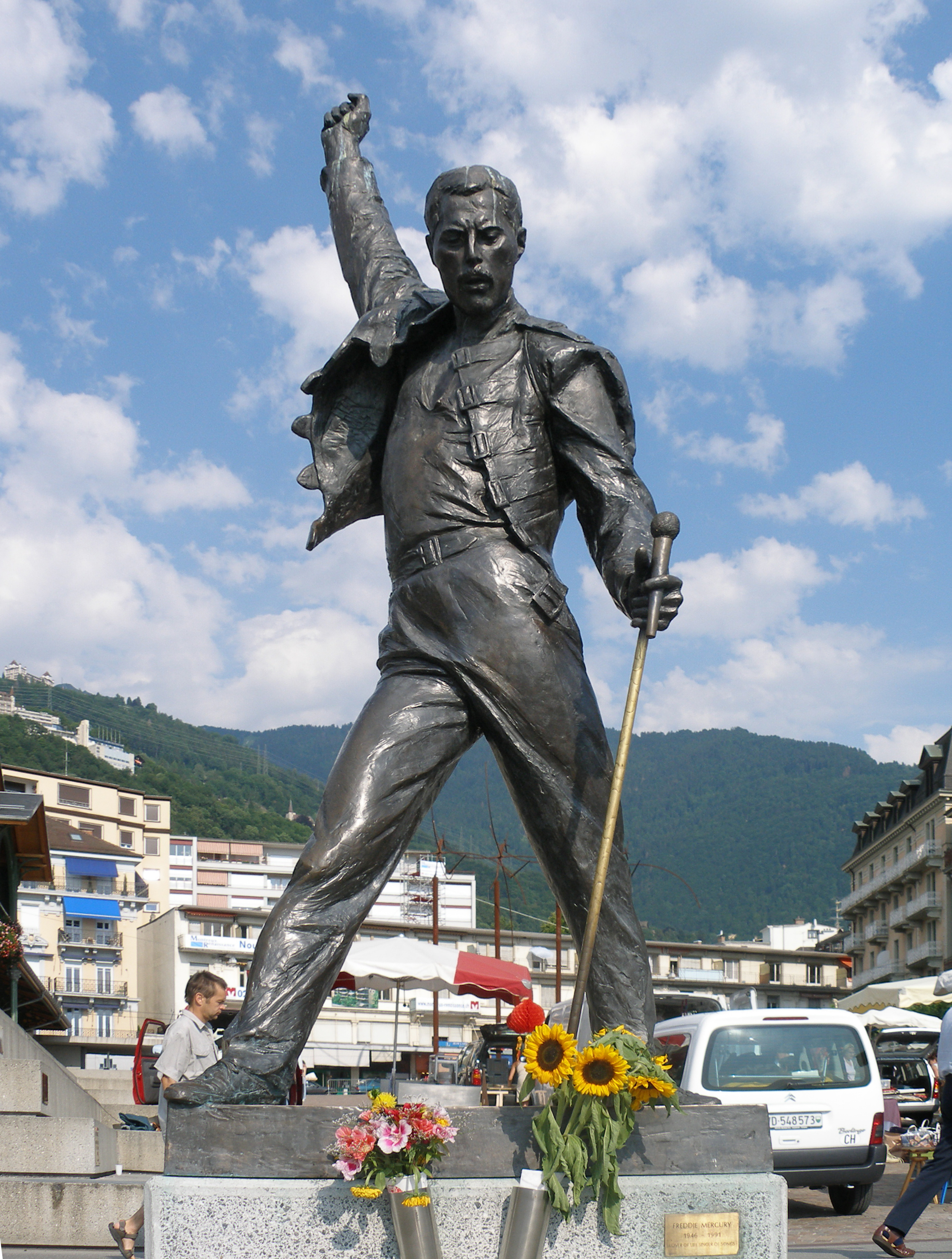
تندیس مرکوری در شهر مونترو سوئیس در حال نظاره دریاچه لمان

تندیسی از مرکوری در مونترو سوئیس که توسط مجسمه‌ساز ارنا سدلکا ساخته شده، برای تکریم و بزرگداشت او برپا شد. این مجسمه سه متر طول دارد و در حال نگاه کردن به دریاچه لمان از بالا است و در ۲۵ نوامبر ۱۹۹۶ در میان حضور طرفداران، توسط پدر مرکوری و منتسرات کاباله و همین‌طور باقیماندهٔ اعضای گروه کوئین، رونمایی شد. از سال ۲۰۰۳ به بعد، طرفداران مرکوری برای بزرگداشت این هنرمند، هر ساله در آخر اولین هفته از ماه سپتامبر، در کنار این مجسمه گرد هم می‌آیند که این رویداد تحت عنوان «روز بزرگداشت فردی مرکوری در مونترو» شناخته می‌شود و گروه Bearpark And Esh Colliery هم در ۱ ژوئیه ۲۰۱۰ در کنار این مجسمه، به نواختن پرداختند. در سال ۱۹۹۹، پست سلطنتی انگلستان تمبری با تصویری از فردی مرکوری در حال اجرا بر روی صحنه را به افتخار او به چاپ رساند. در سال ۱۹۹۷ هم سه عضو باقیماندهٔ گروه کوئین ترانه‌ای به نام هیچ‌کس جز تو (فقط خوب‌ها زود می‌میرند) را برای بزرگداشت مرکوری و همهٔ کسانی که زودتر از موعد مرگشان می‌میرند، اهدا کردند.
در سال ۲۰۰۹، یادبودی از مرکوری در شهر فلتام، جایی که مرکوری و خانواده‌اش پس از رسیدن به انگلستان در سال ۱۹۶۴ به آنجا رفته بودند، رونمایی شد. به یادبود دستاوردهای مرکوری، ستاره‌ای در خیابان اصلی فلتام توسط مادرش، جر بولسارا و دیگر عضو گروه کوئین، برایان می، رونمایی شد. در دسامبر ۲۰۰۹، یک ماکت بزرگ از مرکوری با لباس تارتان برای تبلیغات اجرای ترانه ما تو را به جنب و جوش می‌اندازیم در پلی‌هوس تئاتر، در مرکز ادینبرگ در معرض دید عموم قرار گرفت.
از می ۲۰۰۲ که نمایش موزیکالی توسط کوئین و بن التون به نام ما تو را به جنب و جوش می‌اندازیم در دومینون تئاتر در وست اند لندن برگزار شد، تندیسی از مرکوری در ورودی آنجا نصب شده است.
به مناسبت شصت و پنجمین سالگرد مرکوری، شرکت گوگل یک گوگل دودل را به او تقدیم کرد که یک انیمیشن تصویری در رابطه با ترانه الان جلومو نگیر بود.
در مراسم اختتامیه المپیک تابستانی ۲۰۱۲ در لندن، از گروه کوئین و مرکوری قدردانی به عمل آمد. باقی‌ماندهٔ گروه کوئین آهنگ ما تو را به جنب و جوش می‌اندازیم را به خوانندگی جسی جی اجرا کردند که یک ویدیو ریمستر شده از از روال «بخوان و پاسخ بده» که متعلق به یکی اجرای زنده مرکوری در استادیوم ومبلی در سال ۱۹۸۶ بود، در ابتدای این اجرا پخش شد و تماشاگران حاضر در استادیوم المپیک در سال ۲۰۱۲ هم به صورت مناسب به آن پاسخ می‌دادند.

### اهمیت در تاریخچه ایدز
مرگ مرکوری به عنوان اولین ستاره راک که بر اثر ایدز درگذشته است، رویداد مهمی در تاریخ این بیماری تلقی می‌شود. در آوریل ۱۹۹۲، باقی‌مانده اعضای کوئین مرکوری فینیکس تراست را بنیان نهادند و کنسرت بزرگداشت فردی مرکوری برای آگاهی‌بخشی از ایدز و برای تجلیل از زندگی و میراث مرکوری و جمع‌آوری پول برای تحقیق در مورد این بیماری، سازماندهی کردند که در ۲۰ آوریل ۱۹۹۲ برگزار شد. مرکوری فینیکس تراست میلیون‌ها پوند برای سازمان‌های خیریه مرتبط با ایدز جمع‌آوری کرده است. در کنسرت بزرگداشت که در استودیوم ومبلی لندن با حضور ۷۲٬۰۰۰ نفر برگزار شد، خوانندگان مهمان زیادی حضور داشتند که رابرت پلنت (از لد زپلین), راجر دالتری (از د هو), اکستریم، التون جان، متالیکا، دیوید بویی، آنی لنکس، تونی آیومی (از بلک سبث), گانز ان رزز، الیزابت تیلور، جرج مایکل، دف لپارد، سیل، لیزا مینلی و همچنین یوتو (غیرحضوری و از طریق ماهواره) از آن جمله‌اند. الیزابت تیلور دربارهٔ فردی مرکوری گفت که «یک ستارهٔ فوق‌العاده راک بود که مثل ستارهٔ دنباله‌داری که از آسمان عبور می‌کند، از چشم‌انداز فرهنگی ما عبور کرد». این کنسرت در ۷۶ کشور دنیا پخش شد و تخمین زده می‌شود که ۱ میلیارد نفر آن را دیده‌اند.

### حضور در فهرست‌های مربوط به افراد تأثیرگذار
چندین نظرسنجی که در دهه گذشته انجام شده‌اند نشان می‌دهند که آوازه مرکوری از هنگام مرگش بیشتر شده است. برای مثال، در یک نظرسنجی در سال ۲۰۰۲ برای تعیین کردن بزرگ‌ترین افراد بریتانیایی در طول تاریخ، مرکوری در جایگاه ۵۸ قرار گرفت که از بی‌بی‌سی هم پخش شد. او در نظرسنجی همگانی ژاپنی در سال ۲۰۰۷ تحت عنوان «۱۰۰ قرمان تأثیرگذار» در رتبه ۵۲ قرار گرفت. هرچند که فعالان حقوق همجنس‌گرایان او را به خاطر مخفی کردن وضعیت ایدزش مورد نکوهش قرار داده‌اند، پل راسل مرکوری را در کتابش تحت عنوان «۱۰۰ همجنس‌گرا: رده‌بندی تأثیرگذارترین مردان و زنان همجنس‌گرا، در گذشته و آینده»، مرکوری را هم ذکر کرده است. دیگر هنرمندانی که در کتاب راسل نامشان ذکر شده عبارتند از لیبراچی و راک هادسون. در سال ۲۰۰۸، نشریه رولینگ استون مرکوری را در جایگاه ۱۸ ر فهرست «۱۰۰ خواننده برتر همه دوران‌ها» قرار داد.

### در تئاتر
در ۲۴ نوامبر ۱۹۹۷، مونودرامی دربارهٔ زندگی مرکوری تحت عنوان مرکوری: آخرت و دوران یک خدای راک در نیویورک سیتی گشایش یافت. این مونودرام مرکوری را در لحظات پس از مرگش نشان می‌دهد که زندگی‌اش را مرور می‌کند، به دنبال رستگاری می‌گردد و در جستجوی حقیقت خود است. این نمایشنامه توسط چارلز مسینا نوشته و کارگردانی شده است و نقش فردی مرکوری توسط خالد گونزالس و دوران بعدی زندگی‌اش توسط امیر درویش ایفا شده است. بیلی اسکوییر یکی از این نمایش‌ها را با اجرای آکوستیک یکی از ترانه‌هایی که در مورد مرکوری سروده بود و پرواز کردنت را دیده‌ام نام داشت، افتتاح کرد.

### تصویرسازی از او در سینما و تلویزیون
در سپتامبر ۲۰۱۰، برایان می در مصاحبه‌ای با بی‌بی‌سی عنوان کرد که ساشا بارون کوهن که در گذشته برای بازی در نقش‌های کمدی بورات و علی جی و برونو به شهرت رسیده بود، برای بازی کردن در نقش مرکوری در فیلمی در مورد زندگی‌اش انتخاب شده است. تایم هم ضمن ستایش توانایی‌های کوهن در آوازخوانی و شباهتش به مرکوری، در اینباره مطلبی نوشت و آن را تأیید کرد. فیلم توسط پیتر مورگان نوشته شده است که قبلاً نامزد دریافت جایزه اسکار برای نمایش‌نامه‌هایش ملکه و فراست/نیکسون شده بود. این فیلم که شرکت TriBeCa Productions متعلق به رابرت د نیرو هم در تهیه کردن آن همکاری دارد، بر سال‌های شکل‌گیری گروه کوئین تا کنسرت سال ۱۹۸۵ لایو اید تمرکز خواهد داشت. فیلم‌برداری برای سال ۲۰۱۱ برنامه‌ریزی شده بود.
در آوریل ۲۰۱۱ برایان می تأیید کرد که هنوز کارهای زیادی برای آماده‌سازی فیلم باید انجام گیرد. او گفت که پس از یک توقف طولانی مدت به دلیل وجود اختلاف سلیقه، گروه تیمی را برای شروع فیلم‌برداری در همان سال ۲۰۱۱ انتخاب کرده است و اشتیاق بارون کوهن هم کلید پیشرفت کار بوده است. فیلم هم‌اکنون در حال ساخت است و موقتاً برای سال ۲۰۱۴ برنامه‌ریزی شده است. با این حال در ژوئیه ۲۰۱۳، گزارش شد که بارون کوهن به خاطر تفاوت‌های خلقی بین او و باقی‌مانده اعضای گروه کوئین از ایفای نقش منصرف شده است. گیتاریست کوئین، برایان می، بعدها گفت که حضور کوهن «مزاحم» خواهد بود.
در دسامبر ۲۰۱۳، اعلام شد که بن ویشاو که عمدتاً به خاطر ایفای نقش Q در فیلم جیمزباند اسکای‌فال شناخته می‌شود، به عنوان جایگزین کوهن برای بازی در نقش مرکوری انتخاب شده است. علاوه بر آن، گفته شده بود که دکستر فلچر بازیگر و کارگردان انگلیسی، فیلم را کارگردانی خواهد کرد، با این حال فلچر در مارس ۲۰۱۴ از ادامه کار با پروژه صرف نظر کرد. پیش از کناره‌گیر فلچر، قرار بود تا ساخت فیلم در تابستان ۲۰۱۴ آغاز شود؛ گفته می‌شود که هر تأخیر دیگری، باعث به‌وجود آمدن مشکلات بیشتر خواهد شد، چرا که قرار است ویاشاو در پایان همین سال بر روی فیلم بعدی جیمز باند کار کند. سرانجام این فیلم با عنوان راپسودی بوهمی در سال ۲۰۱۸ و به کارگردانی برایان سینگر ساخته شد. در این فیلم؛ بازیگر مصری-آمریکایی رامی ملک در نقش مرکوری ظاهر شد.
در نهایت فیلم حماسه کولی توانست در هفتاد و ششمین مراسم گلدن گلوب از دو نامزدی در این مراسم هر دو را برنده شود، یکی برای بهترین فیلم درام و دیگری برای بهترین بازیگر درام که رامی ملک ایفای نقش کرده بود.
مرکوری به عنوان یک کاراکتر فرعی در بهترین طعم ممکن: داستان کنی اورت که اولین بار در سال ۲۰۱۲ پخش شد، حضور داشت. نقش او را جیمز فلوید، بازیگر انگلیسی، ایفا کرده است.

### نژاد قورباغه
یک نژاد تازه کشف شده از قورباغه‌ها، به افتخار فردی مرکوری، مرکوریانا نام‌گذاری شده است. این نژاد در سال ۲۰۱۳ در کرالا هند کشف شد. دلیل این نام‌گذاری این‌طور ذکر شده است که «موسیقی پرطراوت مرکوری الهام‌بخش پدیدآورندگان بوده است». علاوه برآن، محل کشف این نژاد قورباغه در نزدیکی جایی قرار دارد که مرکوری بیشتر دوران کودکی خود را در آنجا گذارنده است.

## دیسکوگرافی
- آقای آدم‌بده (۱۹۸۵)
- بارسلونا (با مونتسرات کابایه) (۱۹۸۸)